# Sesto (Golada)
Sesto (oficialmente San Cibrao de Sesto) es una parroquia española del municipio de Golada, perteneciente a la provincia de Pontevedra, en la comunidad autónoma de Galicia.

## Historia
Hacia mediados del siglo XIX, la parroquia, ya por entonces perteneciente a Golada, tenía contabilizada una población de 65 habitantes. Aparece descrita en el decimocuarto volumen del Diccionario geográfico-estadístico-histórico de España y sus posesiones de Ultramar de Pascual Madoz con las siguientes palabras:

SESTO (San Cipriano): felig. de la prov. de Pontevedra (12 leg.), part. jud. de Lalin (2), dióc. de Lugo (8), ayunt. de la Golada. sit. en la márg. izq. del r. Ulla, con libre ventilacion y clima sano. Tiene 13 casas en la ald. de su nombre. La igl. parr. (San Cipriano) se halla servida por un cura de entrada y provision en concurso. Confina con el indicado r., la parr. de Agra al E., y la de Brocos por O. El terreno es de buena calidad. prod.: trigo, maiz, centeno, vino, hortalizas, patatas y frutas; hay ganado vacuno y caza de anguilas y truchas. pobl.: 13 vec., 65 almas. contr.: con su ayuntamiento (V.).
(Madoz, 1849, p. 206)

En 2022, tenía empadronados 34 habitantes.